# Orgán
Orgán (ze starořec. ὄργανον órganon, latinsky organum, „nástroj“) je v biologii část mnohobuněčného organismu se specifickou strukturou a funkcí. Je to tkáň či rostlinné pletivo vykonávající specifickou funkci. Orgán je zřetelná (ohraničená) funkční jednotka v mnohobuněčném živém organismu. Je to specializovaná část (nebo subsystém) těla, která se skládá z různých buněk a tkání. Vzájemnou interakcí (působením) orgánů vzniká organismus.

## Orgány rostlin
Orgány rostlin lze dělit na vegetativní a generativní (reprodukční). Mezi vegetativní orgány patří kořen, stonek a list; mezi reprodukční řadíme květ, semeno a plod. Studiem vnitřní stavby rostlinného těla se zabývá anatomie rostlin, studiem vnější stavby morfologie rostlin.

## Orgány živočichů

Lidské srdce.

K pojmu orgán z hlediska medicíny uvádí Velký lékařský slovník: Orgán je část těla tvořící stavebně zřetelnou jednotku a plnící určitou funkci. Orgán je tvořen různými druhy tkání. V některých orgánech lze rozlišit vlastní funkční tkáň parenchym a podpůrnou tkáň stroma. Jednotlivé orgány jsou navzájem funkčně i stavebně spojeny a vytvářejí ústrojí (viz systém, trakt).
Vznik základů jednotlivých orgánů u lidského zárodku a plodu je organogeneze.
Mezi obvyklé orgány živočichů (včetně člověka) patří srdce, plíce, mozek, oko, žaludek, slezina, slinivka, ledviny, játra, střeva, kůže, děloha a močový měchýř. Orgány živočichů v hrudníku a břišní dutině se často označují jako vnitřní orgány (pro orgány nacházející se v hlavě nebo jiných částech těla se toto označení nepoužívá). Vnitřní orgány se někdy souhrnně označují jako viscera, což je množné číslo zřídka používaného latinského slova viscus.
Řada orgánu může být transplantována odnětím orgánu živému nebo právě zemřelému dárci a nahrazením poškozeného orgánu příjemce odňatým orgánem. Experimentální medicína se snaží vyvinout procesy, které by umožnily provádět transplantaci orgánů speciálně šlechtěných zvířat lidem (xenotransplantace).

## Soustava orgánů
Skupina příbuzných orgánů se nazývá soustava orgánů nebo systém orgánů. Příbuznost orgánů v soustavě může být odvozena na základě nejrůznějších kritérií, nejčastěji se však jedná o příbuznost na základě funkce. Například vylučovací soustava se skládá z orgánů, které spolupracují při tvorbě, ukládání a odvádění moči.
Jednotlivé orgány mohou být součástí více soustav. Například za součást nervové i endokrinní soustavy je se považuje stejný orgán, hypothalamus. Z tohoto důvodu se obě soustavy při studiu zkoumají společně pod označením neuroendokrinní soustava. To samé platí pro muskuloskeletální soustavu, předmětem jejíhož zkoumání je zároveň vztah mezi svalovou a kosterní soustavou.

## Párový orgán
Dva symetricky umístěné stejné orgány se nazývají párové orgány.